# Roxana Eminescu
Pour les articles homonymes, voir Eminescu.
 (avril 2020).
Si vous disposez d'ouvrages ou d'articles de référence ou si vous connaissez des sites web de qualité traitant du thème abordé ici, merci de compléter l'article en donnant les références utiles à sa vérifiabilité et en les liant à la section « Notes et références ».
 (décembre 2024).
Il peut être nécessaire de l'améliorer pour respecter le principe de neutralité de point de vue. Veuillez consulter la page de discussion pour plus de détails.

Roxana Eminescu, née le 15 février 1947 à Bucarest, est une femme de lettres, historienne, critique littéraire, journaliste et traductrice d'origine roumaine et naturalisée française. De 1995 à 2014, elle a exercé en tant que maîtresse de conférences à la Faculté de lettres et sciences sociale de l’Université de Bretagne Occidentale à Brest et comme enseignante-chercheure au CREPAL, Centre de recherches sur les pays lusophones de la Sorbonne.

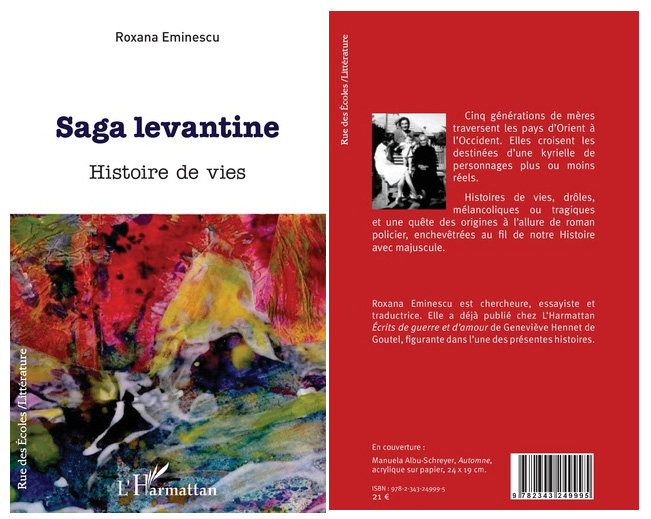
couvertures du roman Saga levantine de Roxana Eminescu

## Biographie
Fille unique de Yolanda Eminescu (ro) (1921-1998), première femme juge de Roumanie et spécialiste du droit de la propriété intellectuelle, et de Ștefan Stătescu, médecin ophtalmologue et poète (1917-1989), Roxana Eminescu n'a jamais été mariée. Elle a élevé seule son fils unique Ion Teodor, diplômé en droit et en management des institutions culturelles. En couple et père de deux enfants, il travaille dans un grand organisme français de coopération internationale.
En 1971, Roxana Eminescu soutient, à la Faculté de lettres et langues romanes de Bucarest, son mémoire de 3e cycle avec une étude sur Le Fantastique dans la littérature médiévale française. En 1978, elle obtient un doctorat en philologie romane avec une thèse intitulée Fernando Pessoa, portugais universel, sous la direction de l’académicien  Iorgu Iordan, docteur honoris causa des universités de Berlin, de Gand, de Montpellier et de Rome.

### En Roumanie (1971-1981)
Entre 1971 et 1981, elle a été enseignante-chercheure à l’Académie de sciences sociales et politiques de Roumanie. Avec le professeur Carlos Lélis, à l’époque lecteur de portugais à Bucarest, elle a fondé le premier enseignement universitaire de portugais de la Roumanie d’après-guerre.
Avant son exil, elle a publié la monographie Preliminarii la o istorie a literaturii portugheze (« Préliminaires pour une histoire de la littérature portugaise ») et bon nombre d’études et articles dans des ouvrages collectifs ou revues à comité de lecture de l’Académie roumaine des sciences sociales et politiques et dans la presse littéraire et culturelle roumaine. Ses contributions dans la presse littéraire ont été signées Roxana Stătescu ou avec les pseudonymes Ana Maria Rareş et Riana Maria Rareş.

### Au Portugal (1981-1984)
Son autre monographie, Novas coordenadas no romance português (« Nouvelles Coordonnées dans le roman portugais ») a obtenu un certain succès. Titulaire d’un cours hebdomadaire d’art comparé à l'Institut universitaire d’art, de décoration et de design (IADE), elle a dispensé en outre des cours de langue roumaine à la Faculté de lettres de l’Université de Lisbonne et a animé un séminaire de théorie littéraire à l’Universidade Nova. Roxana Eminescu a été responsable de la page culturelle hebdomadaire du quotidien O Tempo et a collaboré régulièrement à la revue Colóquio/Letras de la Fondation Calouste-Gulbenkian.

### En France (depuis 1984)
En 1984, Roxana Eminescu obtient l’asile politique en France. Pendant les dix premières années de sa vie parisienne, elle enchaîne des petits boulots de secrétaire et travaille au noir comme traductrice, correctrice et dactylo. Durant cette période, seul « ce Diogène égaré sur le pavé parisien » qui fut Michel Butel (1940-2018) lui fait confiance et lui ouvre les pages de son mensuel l’Autre Journal et de son hebdomadaire Encore.
En 1994, elle obtient enfin l’équivalence de ses diplômes et travaux et la qualification indispensable pour se présenter aux concours de l’Enseignement supérieur. En 1995, elle est recrutée à l’Université de Brest. Jusqu’à sa retraite prise en 2014, elle a aussi rédigé des cours et corrigé des copies pour la préparation au CAPES et à l’agrégation de portugais et d’espagnol du CNED.
En 2002, Roxana Eminescu soutient à la Sorbonne son habilitation à diriger des recherches, sous la direction de Michelle Giudicelli. En 2003 et en 2007, elle est qualifiée par le Conseil national des universités aux fonctions de professeur des universités. Elle n’a jamais été auditionnée à un concours pour ce type de poste. Même pas quand elle était la seule candidate.
Syndicaliste, militante de gauche sans étiquette mais active, féministe au sens large et toujours non alignée, athée, républicaine et anticléricale, Roxana Eminescu collabore au Club Mediapart et continue à travailler à ses œuvres posthumes.

## Écrits

### Livres et monographies
- Fernando Pessoa, portughez universal [« Fernando Pessoa, Portugais universel »], Université de Bucarest (thèse de doctorat), 1978. Le manuscrit se trouvait sous presse l’année de son exil, puni par la déchéance de nationalité et l’interdiction de publier en Roumanie.
- Preliminarii la o istorie a literaturii portugheze [« Préliminaires pour une histoire de la littérature portugaise »], Bucarest, Editura Univers, 1979.
- Novas coordenadas no romance português[« Nouvelles coordonnées dans le roman portugais »], Lisbonne, Biblioteca Breve, 1983.
- Catalogue des traductions du portugais en français, avec Fatima Gil, Paris-Lisbonne, Institut Camões/ Fondation Calouste Gulbenkian, 1994; deuxième édition revue et augmentée, 1995.
- Écrits de guerre et d’amour de Geneviève Hennet de Goutel (1885-1917),
- Saga Levantine, roman, Editions L'Harmattan, 2022

### Études et articles sur Fernando Pessoa
- « Le Temps européen de Fernando Pessoa », Synthesis, revue de l’Académie des sciences sociales et politiques, Comité National de littérature comparée, no 5,‎ 1975.
- « Să fii plural ca universul (préface) [« Être pluriel comme l’univers »] », dans Ploaia oblică [« Pluie oblique »], Bucarest, Editura Univers, 1980.
- « Um girassol no inverno [« Un tournesol en hiver »] », Tempo Magazine,‎ 3 mars 1983.
- « Incursão no eixo semântico ver/ouvir da “Mensagem” pessoana », dans Actas do II Congresso internacional de estudos pessoanos [« Incursions sur l’axe voir/entendre dans le “Message” de F.P. »], Nashville, Vanderbilt University, EUA, 1985.
- « En terres de Portugal et de l’Espagne. Unamuno et Fernando Pessoa », Quadrant, Université Paul Valéry de Montpellier II, no 14,‎ 1997.
- « La Troisième Marge du texte: la figure de l’auteur et son double », dans Actes de colloque, Université de Saint-Denis, Paris VIII, 2000.
- « Espanha (s)em Pessoa ou Pessoa e a Espanha “em oco », dans Relaciones lingüísticas y literarias entre Portugal y España desde el siglo XIX al siglo XXI, Actes de colloque [« L’Espagne sans/dans Pessoa ou l’Espagne “en creux” »], Université de Salamanque, 2007.

### Prosateurs modernes
- « Conştiinţa socială a prozei lusitane », Secolul 20, no 9,‎ 1974.
- Étude introductive à Casa Mare din Romarigães, version roumaine de A Casa Grande de Romarigães d’Aquilino Ribeiro, Editura Univers, Bucarest, 1974.
- « Los emperadores de la lluvia, étude comparative sur Gabriel Garcia Marquez et Dumitru Radu Popescu » [« Les Empereurs de la pluie »], Synthesis, revue de l’Académie des sciences sociales et politiques, Comité National de littérature comparée, no 1,‎ 1980.
- « Cuvînt pentru două lumi, étude introductive », dans Luuanda de Luandino Vieira [« Parole pour deux mondes »], Bucarest, Univers, 1982.
- « O mito do dilúvio em Gabriel Garcia Marquez » [« Le mythe du déluge dans Gabriel Garcia Marquez »], Tempo Magazine,‎ 25 novembre 1982.
- « O realismo fantástico do “Mandarim” queirosiano », dans Programme du Théâtre National de Lisbonne [« Le réalisme fantastique du “Mandarin” d’Eça de Queiroz »], 1982.
- « Um romance total, sur Fernando Namora » [« Un roman total »], Jornal de Letras, Lisbonne,‎ mai 1982.
- « O tempo disfarçado. A estrutura temporal nos romances de Fernando Namora » [« Le temps déguisé. La structure temporelle dans les romans de F. N. »], Colóquio/Letras, no 73,‎ 1983.
- « L’Écriture de l’Afrique chez Mário de Carvalho », dans Lusophonie-Lusographie, Actes du Colloque International, Rennes, septembre 1994.
- « De Thèbes à Lisbonne: le temps de la ville », Les Cahiers du CREPAL, Paris, Presses de la Sorbonne Nouvelle, no 3,‎ 1996.
- « Un récit peut en cacher un autre, étude théorique sur la typologie des récits courts en langue portugaise », Les Cahiers du CREPAL, no 5,‎ 1998.
- « Le Monstre du miroir (sur Guimarães Rosa) », Amadis, revue de l’Université de Bretagne Occidentale, no 2,‎ 1998.
- « Le médecin, sa maladie, sa mort et la littérature dans les lettres de Fernando Namora », Les Cahiers du CREPAL, no 9,‎ 2002.
- « Ceci n’est pas un texte... Déréalisation et détournement dans deux romans de Machado de Assis », dans Simulacres, Actes du colloque Annales de l’Université de Savoie (Chambéry), 2003.
- « La langue de Prospéro et Caliban chez Luandino Vieira », dans Écrire en situation bilingue, Actes de colloque, Université de Perpignan, 2004.
- « “Quand tout va bien, Madame la Marquise…”. L’époque Salazar dans les Mémoires de Fernanda de Castro », dans Mémoire et culture dans le monde luso-hispanophone, Actes de colloque, Presses Universitaires de Nancy, juin 2008.
- « Écriture de soi et paysage dans les Mémoires de Fernanda de Castro », Les Cahiers du CREPAL, no 14,‎ 2008.
- « Paysage et genre dans “O mar de Madrid” », Les Cahiers du CREPAL, no 15,‎ 2009.

### Relations entre les littératures et les cultures européennes
- « Gil Vicente şi teatrul modern », dans Studii si cercetări de istoria artei (Études et recherches en histoire de l’art) [« Gil Vicente et le théâtre moderne »], Editions de l’Académie roumaine, coll. « série théâtre-cinéma » (no 2), 1973.
- « Eminescu în portugheză » [« Eminescu en portugais »], Limba română, revue de l’Institut de linguistique de l’Académie roumaine, no 5,‎ 1975.
- Roxana Eminescu et S. Emilian, « La Littérature du XVIIe siècle dans la culture roumaine », dans Histoire de la littérature française, vol. 2, Universitatea Bucureşti, 1981.
- « Aspectos da “Peregrinação” camoeniana na Roménia », dans Os Lusíadas. Estudos sobre a Projecção de Camões em Culturas e Literaturas Estrangeiras (Les Lusiades, Études sur la projection de Camões dans les cultures et littératures étrangères) [« Aspects de la “Pérégrination” camoenienne en Roumanie »], Academia das Ciências, Lisbonne, 1984.
- « Des cadavres exquis: les représentations de la mort d’Isabelle de Portugal », Les Cahiers du CREPAL, Paris, no 12,‎ 2005.
- « La tiercéité ibérique selon Emilia Pardo Bazán », dans Maria Graciete Besse, Cultures lusophones et hispanophones : penser la relation, Indigo, 2010.

### Autres
- « Le fantastique », dans Travaux de linguistique et de littérature. Études littéraires, t. XI, 2, Strasbourg, 1973.
- « Viziune comică şi structuri dramatice », dans Teatrul românesc contemporan. 1944-1974 [« Le théâtre roumain contemporain »] [« Vision comique et structures dramatiques »], Bucarest, Editura Meridiane, 1974, prix de Théâtre de l’Académie Roumaine pour l’année 1974.
- « Na iminência duma revelação, introduction », dans O amor infinito de Joaquim Pessoa, Lisbonne, Círculo de Poesia, Moraes Editores, 1983.
- « “La Fédération des Pays Baltes est indispensable”, entretien avec Yves Plasseraud », L’Autre Journal, no 1,‎ mai 1990.
- « Être magyar en Roumanie, entretien avec le professeur Albert Kovács », L’Autre Journa, no 2,‎ juin 1990.
- « Les Kurdes écartelés, chronique », L’Autre Journal, no 3,‎ juillet-août 1990.
- « Le Tribunal des peuples juge la politique brésilienne, chronique », L’Autre Journal, no 4,‎ septembre 1990.
- « L’avis du caméléon, débat », Encore,‎ semaine du 13 au 19 janvier 1993.
- « Censure, mode d’emploi », dans Censure et littérature dans les pays de langues romanes [« L’Exemple roumain »], Université Rennes 2, coll. « Cahiers du Lira » (no 6), 2000.
- « Fonctions du masque carnavalesque chez Lima de Freitas », dans Jacqueline Penjon (dir.), La Fête dans le monde lusophone. Le Carnaval et son cortège, Presses de la Sorbonne Nouvelle, 2003.
- « Da ornitomancia e do sexo dos anjos », dans A Ca(u)sa dos Açores em Lisboa (La Ca(u)se des Açores à Lisbonne), hommage à Eduíno de Jesus [« De l’ornithomancie et du sexe des anges »], Instituto açoriano de cultura, Angra do Heroísmo, 2009.
- « La langue de l’autre au cinéma », dans Colloque APEF APFUE SHF sur L’Étranger, Université de l’Algarve, 2011.
- « Le vieil homme et la ville. Paysage urbain et finitude dans le dernier film de João  César Monteiro », dans Jacqueline Penjon et Catherine Dumas (dir.), Paysages urbains du monde lusophone, Presses de la Sorbonne Nouvelle, 2014.
- « Interviu inedit cu Iorgu Iordan », Viaţa Românească, nos 11-12,‎ 2021.

### Traductions
- « Patru măsti, un autor : Fernando Pessoa » [« Quatre masques, un auteur : Fernando Pessoa, anthologie poétique »], Secolul 20, no 6,‎ 1973.
- « Din lirica portugheză » [« Lyrique portugais »], Secolul 20, no 3,‎ 1974.
- Aquilino Ribeiro, Casa Mare din Romarigães (A Casa Grande de Romarigães), Editura Univers, 1974.
- Walter Zanini, Tendinţele sculpturii moderne [« Tendances de la sculpture moderne »], Editura Meridiane, 1977.
- Ploaia oblică [« Pluie oblique, anthologie poétique de Fernando Pessoa, comprenant la traduction complète de Mensagem (Message) »], Editura Univers, 1980, prix de traduction de l’Association des Écrivains de Bucarest.
- Eça de Queiroz, Mandarinul [« Le Mandarin »], 1981, traduction et adaptation théâtrale, Théâtre Ţăndărică, Bucarest.
- Attribué à de Lope de Vega selon Morely, Sigismund, Principele Transilvaniei (El prodigioso príncipe transilvano), 1982, Théâtre de Ploieşti, Roumanie.